# Irakische Futsalnationalmannschaft
Die irakische Futsalnationalmannschaft ist eine repräsentative Auswahl irakischer Futsalspieler. Die Mannschaft vertritt den Iraq Football Association den irakischen Fußballverband bei internationalen Begegnungen.

## Abschneiden bei Turnieren
Für Weltmeisterschaftsendrunden unter der Schirmherrschaft der FIFA qualifizierte sich die Nationalmannschaft Iraks bisher noch nicht.
An Asienmeisterschaften nahm das Team insgesamt neun Mal teil. Der größte Erfolg ist das Erreichen des Viertelfinals 2002.

### Futsal-Weltmeisterschaft
- 1989 bis 2000 – nicht teilgenommen
- 2004 bis 2024 – nicht qualifiziert

### Futsal-Asienmeisterschaft
- 1999 – nicht teilgenommen
- 2000 – nicht teilgenommen
- 2001 – Vorrunde
- 2002 – Viertelfinale
- 2003 – Vorrunde
- 2004 – nicht teilgenommen
- 2005 – Vorrunde
- 2006 – Vorrunde
- 2007 – Vorrunde
- 2008 – Vorrunde
- 2010 – Vorrunde
- 2012 – nicht qualifiziert
- 2014 – Vorrunde
- 2016 – Viertelfinale
- 2018 – 4. Platz
- 2022 – Vorrunde
- 2024 – Viertelfinale

### Futsal-Asian Indoor Games
- 2013 – Gruppenphase